# Nikita Rukavytsya
Nikita Rukavytsya (en cyrillique : Микита Рукавиця) (né le 22 juin 1987 à Mykolaïv en Ukraine) est un footballeur international australien qui évolue au poste d'attaquant.

## Palmarès
- FC Twente
  - Champion d'Eredivisie en 2010.

- Hertha Berlin
  - Champion de 2.Bundesliga en 2011.